# ヘルマン・リンデ

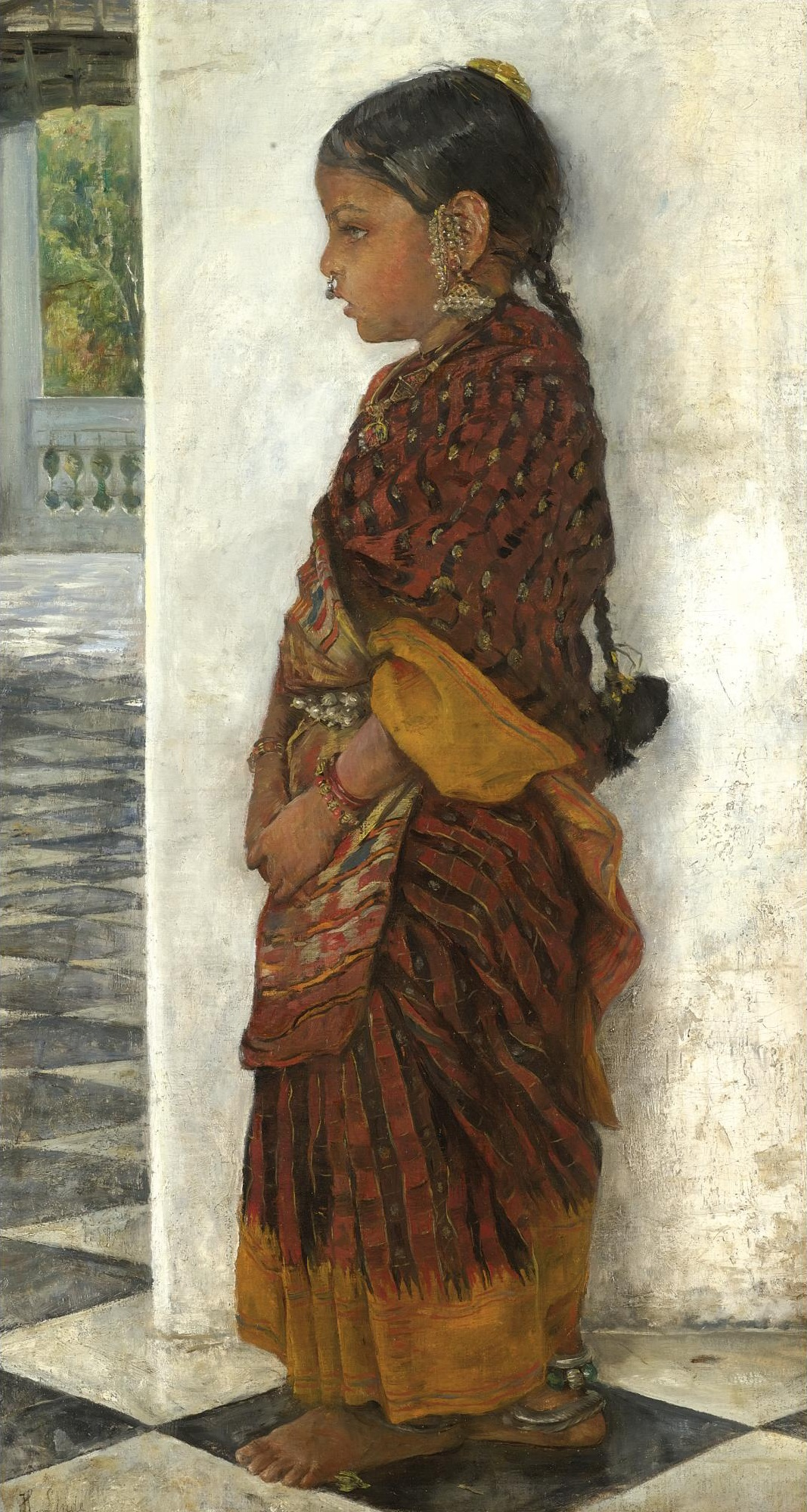
ヘルマン・リンデ作、サリーを着てベランダに立つ少女 (c.1895)

ヘルマン・リンデ（Hermann Linde、1863年8月26日 - 1923年6月26日）は、ドイツの画家である。オリエンタリズムの画家であり、神秘思想家のルドルフ・シュタイナーと友人になり、シュタイナーが設計した建物「ゲーテアヌム」に装飾画を描いたことなどで知られている。

## 略歴
シュレースヴィヒ＝ホルシュタインのリューベックで生まれた。父親のヘルマン・リンデ（Hermann Linde: 1831-1918）は薬剤師で写真家としてもパイオニアでもあった。兄弟には眼科医で美術コレクターのマックス・リンデ（Max Linde: 1862-1940）と画家となったハインリヒ・エドゥアルト・リンデ＝ヴァルター（1868-1939）らがいる。祖父の画家、ストーレ（Christian Peter Wilhelm Stolle: 1810-1887）から絵を学んだ。
1889年までドレスデンやヴァイマルの美術学校で学んだ後、1890年からシシリー島やエジプト、チュニジアで修行した。1892年から1895年の間はインドで画家として働いた 。インドで描かれた作品はインド総督から賞を受け、別のオリエンタリズムの作品もロンドンで開かれた展覧会で賞を得た。
神秘思想家のルドルフ・シュタイナーと知り合い、1910年にはシュタイナーとともに神智学協会の運動に参加した。1913年にシュタイナーが分離独立し、人智学協会（アントロポゾフィー協会）を設立し、スイスのバーゼル近郊に協会本部の「ゲーテアヌム」の建築が始まると装飾画を描くことをシュタイナーに依頼された。リンデが、ヨハン・ヴォルフガング・フォン・ゲーテのメルヒェン「緑の蛇と百合姫」を題材にした下絵を提案し、シュタイナーと話し合い壁画のデザインが決められた。第1ゲーテアヌムと呼ばれた建物は、1920年に、一部が未完成ながらも開館した。1922年にゲーテアヌムは完成したが、1922年12月31日に何者かによって放火され、焼失し、リンデの作品は失われた。リンデはこの火事の約半年後にスイスのアルレスハイム(Arlesheim)で亡くなった。

## 作品

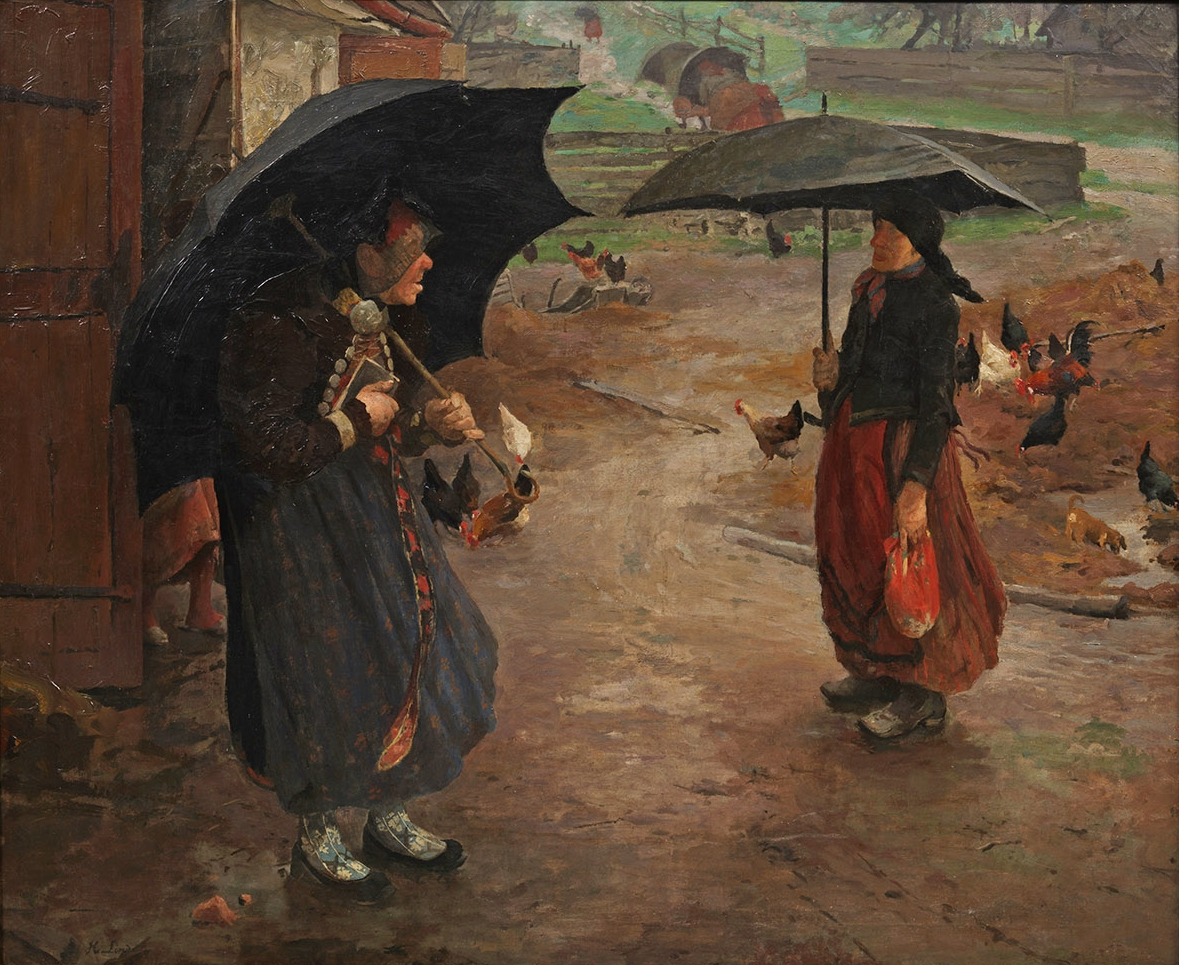
教会に向かうダッハウの農婦
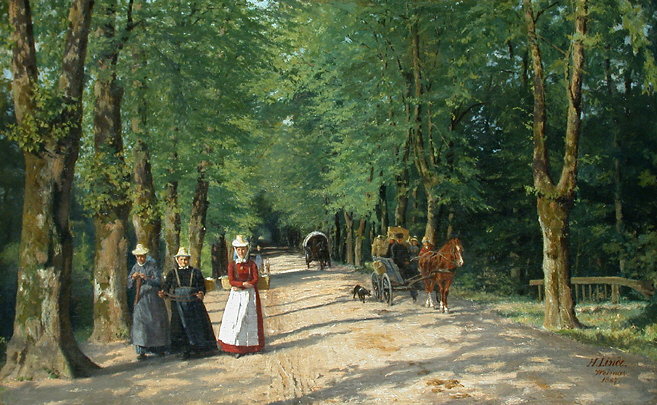
ヴァイマルの城の小径
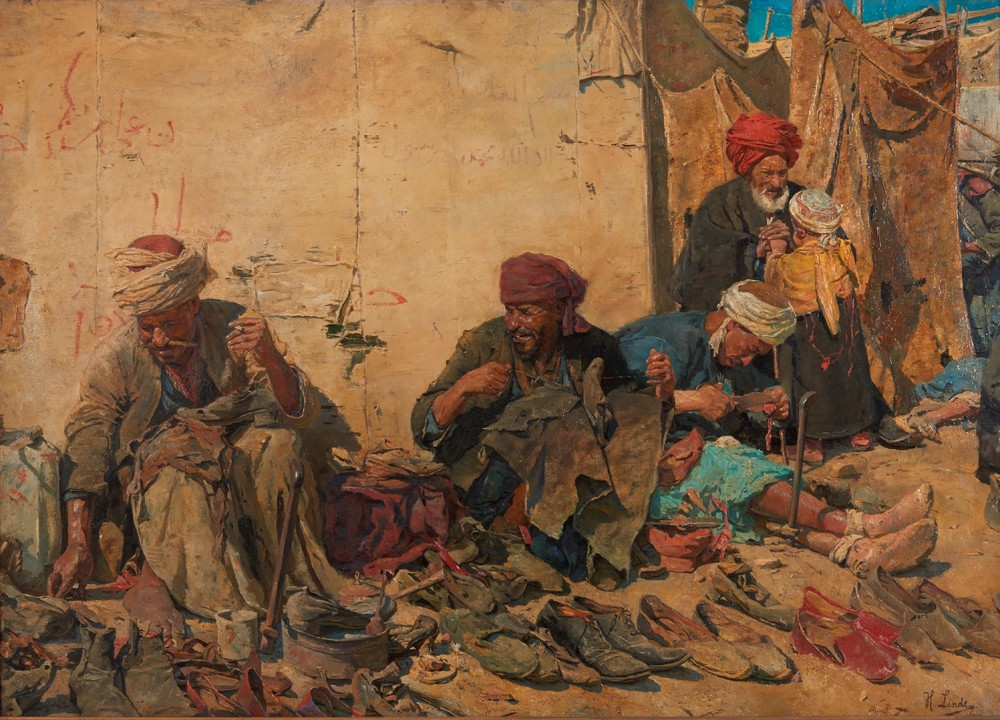
カイロの靴屋　(1891)